# Gilbert M. Anderson
Pour les articles homonymes, voir Anderson et Aaronson.

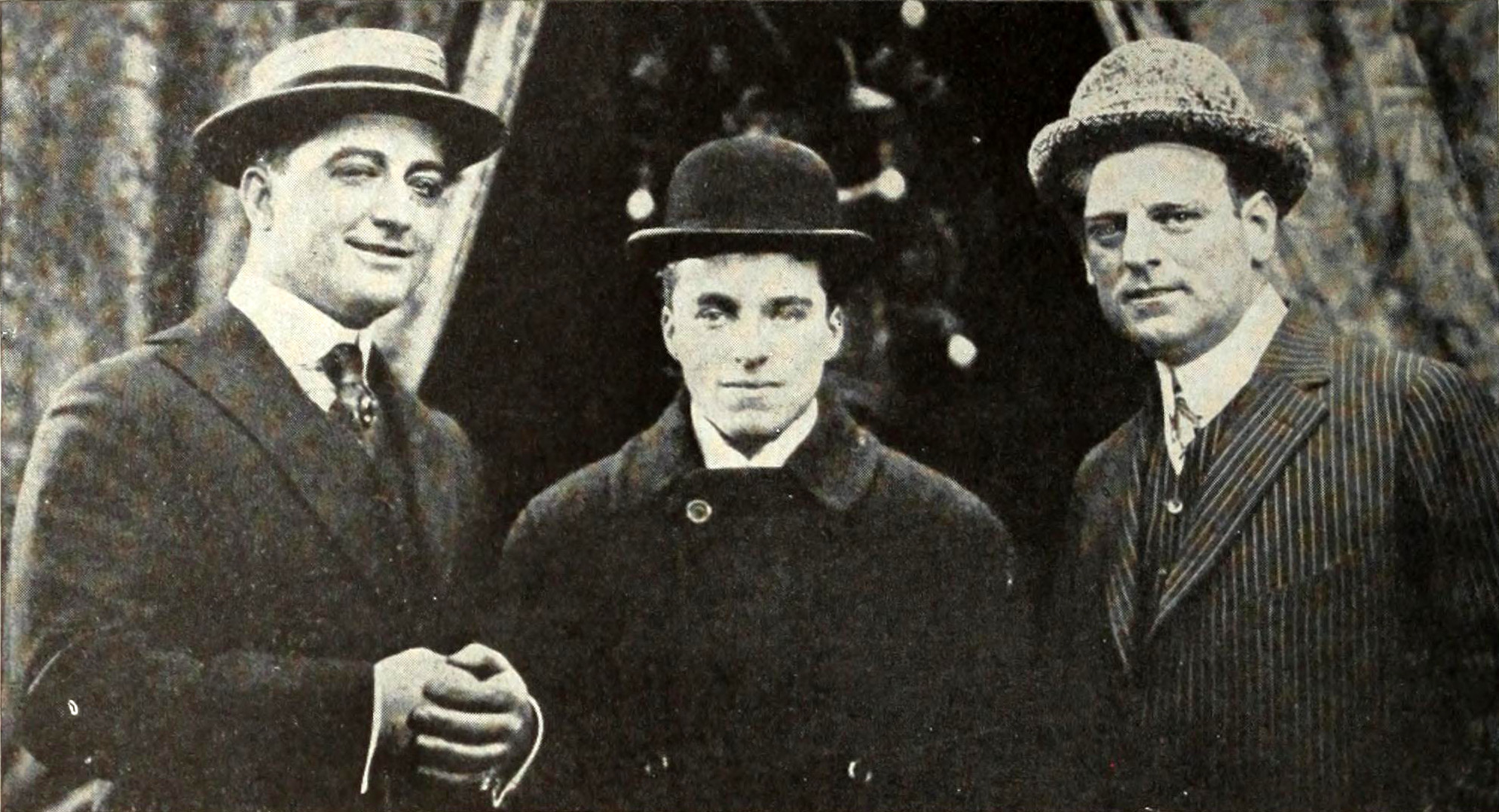
Photo promotionnelle des stars des Studios Essanay en 1915 : Francis X. Bushman, Charlie Chaplin, et Gilbert M. Anderson, alias Broncho BillY Anderson

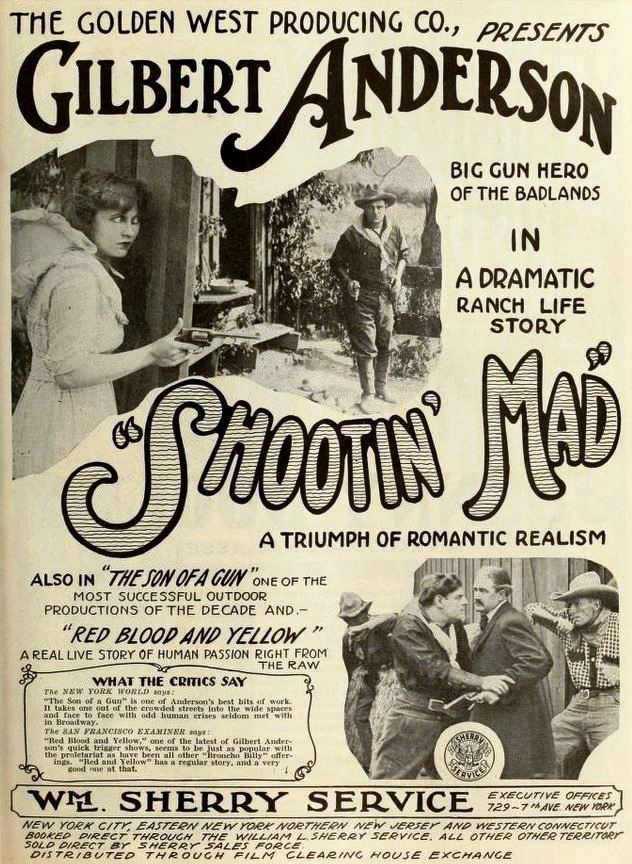
Annonce pour le film Shootin' Mad (1918) avec Gilbert M. Anderson (Broncho Billy Anderson)
et Joy Lewis

Max Aronson, connu sous le nom de scène Gilbert M. Anderson, surnommé Broncho Billy Anderson (né le 21 mars 1880 à Little Rock, en Arkansas et mort le 20 janvier 1971  à South Pasadena, en Californie) est un réalisateur, acteur, scénariste et producteur de cinéma américain.

## Biographie

### Jeunesse et formation
Max Aronson est le fils de Henry Aronson, un commis voyageur, d'origine allemande et de Esther Ash Aronson d'origine russe, tous les deux sont de confession juive.

### Carrière
En 1903, Gilbert M. Anderson participe comme acteur dans le premier western de l'histoire du cinéma réalisé par Edwin S. Porter : Le Vol du grand rapide, où il tient trois rôles dont le rôle principal,,,. Pour Roger Boussinot, il mérite « le titre de premier cow-boy de l'écran », bien qu'il ne soit jamais monté à cheval avant son premier film.
En 1907, il fonde avec George Kirke Spoor (en), The Essanay Film Manufacturing Company, l'une des premières sociétés de production cinématographique américaines. Il abandonne l'Essenay en 1916, et joue dans quelques comédies avec Stan Laurel avant de se retirer du monde du cinéma.

## Filmographie

### Comme réalisateur

#### Années 1900
- 1905 : Raffles, the Amateur Cracksman
- 1906 : Dolly's Papa
- 1906 : The Female Highwayman
- 1906 : Trapped by Pinkertons
- 1906 : The Tomboys
- 1906 : Sights in a Great City
- 1907 : Who Is Who?
- 1907 : The Girl from Montana
- 1907 : His First Ride
- 1907 : Western Justice
- 1907 : The Bandit King
- 1907 : An Awful Skate, or The Hobo on Rollers
- 1907 : Slow But Sure
- 1907 : Mr. Inquisitive (it)
- 1907 : Life of a Bootblack
- 1907 : The Dancing Nig
- 1907 : 99 in the Shade (it)
- 1907 : Hey There! Look Out! (it)
- 1907 : The Vagabond
- 1907 : The Street Fakir (it)
- 1907 : A Free Lunch (it)
- 1907 : Where Is My Hair?
- 1907 : The Bell Boy's Revenge
- 1908 : The Football Craze
- 1908 : Jack of All Trades
- 1908 : Novice on Stilts
- 1908 : A Home at Last
- 1908 : The Hoosier Fighter
- 1908 : Babies Will Play
- 1908 : Louder Please
- 1908 : The Dog Cop
- 1908 : All Is Fair in Love and War
- 1908 : Well-Thy Water
- 1908 : Juggler Juggles
- 1908 : Hypnotizing Mother-in-Law
- 1908 : A Lord for a Day (it)
- 1908 : The James Boys in Missouri
- 1908 : Ker-Choo (it)
- 1908 : Don't Pull My Leg
- 1908 : Just Like a Woman
- 1908 : I Can't Read English
- 1908 : Femmes en mission (The Gentle Sex)
- 1908 : The Tragedian (it)
- 1908 : Little Mad-Cap (it)
- 1908 : Wouldn't It Tire You? (it)
- 1908 : Oh, What Lungs!
- 1908 : Checker Fiends (it)
- 1908 : An Enterprising Florist (it)
- 1908 : The Directoire Gown (it)
- 1908 : Stung (it)
- 1908 : Mama's Birthday
- 1908 : A Disastrous Flirtation (it)
- 1908 : The Escape of the Ape (it)
- 1908 : The Baseball Fan
- 1908 : Lost and Found (it)
- 1908 : Oh, What an Appetite
- 1908 : The Bandit Makes Good (it)
- 1908 : The Bully (en)
- 1908 : Never Again (it)
- 1908 : Hired-Tired-Fired (it)
- 1908 : Soul Kiss
- 1908 : Beg Pardon
- 1908 : Breaking Into Society
- 1908 : The Impersonator's Jokes
- 1908 : The Effect of a Shave
- 1908 : If It Don't Concern You, Let It Alone (it)
- 1908 : He Who Laughs Last, Laughs Best (it)
- 1908 : The Tale of a Thanksgiving Turkey
- 1908 : The Hoodoo Lounge (it)
- 1908 : An All Wool Garment (it)
- 1908 : An Obstinate Tooth
- 1908 : The Installment Collector (it)
- 1908 : A Battle Royal (en)
- 1908 : Who Is Smoking That Rope? (it)
- 1908 : Bill Jones' New Years Resolution (it)
- 1909 : The Neighbors' Kids
- 1909 : The Haunted Lounge
- 1909 : The Actor's Baby Carriage (it)
- 1909 : Professor's Love Tonic (it)
- 1909 : Too Much Dog Biscuit (it)
- 1909 : A Cure for Gout (it)
- 1909 : Educated Abroad (it)
- 1909 : Tag Day (it)
- 1909 : Bring Me Some Ice (it)
- 1909 : Shanghaied (it)
- 1909 : The Crazy Barber
- 1909 : An Expensive Sky Piece (it)
- 1909 : The Road Agents (it)
- 1909 : The Energetic Street Cleaner (it)
- 1909 : Midnight Disturbance
- 1909 : A Tale of the West
- 1909 : The Rubes and the Bunco Men (it)
- 1909 : A Pair of Garters (it)
- 1909 : A Mexican's Gratitude
- 1909 : The Bachelor's Wife (it)
- 1909 : Mr. Flip (en)
- 1909 : The Indian Trailer (it)
- 1909 : The Sleeping Tonic (it)
- 1909 : The Dog and the Sausage (it)
- 1909 : Ten Nights in a Barroom (it)
- 1909 : A Hustling Advertiser
- 1909 : The Slavey (it)
- 1909 : The Policeman's Romance (it)
- 1909 : The Black Sheep (it)
- 1909 : The New Cop (it)
- 1909 : A Case of Seltzer (it)
- 1909 : The Mustard Plaster (it)
- 1909 : A Maid of the Mountains
- 1909 : On Another Man's Pass
- 1909 : Sleepy Jim
- 1909 : Three Reasons for Haste
- 1909 : A Case of Tomatoes
- 1909 : A Birthday Affair (it)
- 1909 : The Widow
- 1909 : The Best Man Wins (it)
- 1909 : Broncho Billy's Judgment
- 1909 : His Reformation (it)
- 1909 : The Ranchman's Rival (it)
- 1909 : The Spanish Girl
- 1909 : The Heart of a Cowboy

#### Années 1910
- 1910 : A Western Maid (it)
- 1910 : Electric Insoles (it)
- 1910 : Won by a Hold-Up (it)
- 1910 : Flower Parade at Pasadena, California (it)
- 1910 : The Outlaw's Sacrifice (it)
- 1910 : Western Chivalry (it)
- 1910 : The Cowboy and the Squaw (it)
- 1910 : The Mexican's Faith (it)
- 1910 : The Ranch Girl's Legacy (it)
- 1910 : The Ostrich and the Lady (it)
- 1910 : The Fence on 'Bar Z' Ranch (it)
- 1910 : Method in His Madness (it)
- 1910 : The Girl and the Fugitive
- 1910 : A Ranchman's Wooing (it)
- 1910 : Trail to the West (it)
- 1910 : The Mistaken Bandit (it)
- 1910 : The Flower of the Ranch (it)
- 1910 : The Ranger's Bride (it)
- 1910 : The Bad Man and the Preacher (it)
- 1910 : The Cowboy's Sweetheart (it)
- 1910 : A Vein of Gold (it)
- 1910 : The Sheriff's Sacrifice (it)
- 1910 : The Cowpuncher's Ward (it)
- 1910 : The Little Doctor of the Foothills (it)
- 1910 : The Brother, Sister and the Cowpuncher (it)
- 1910 : Away Out West (it)
- 1910 : The Ranchman's Feud (it)
- 1910 : The Bandit's Wife (it)
- 1910 : The Forest Ranger (it)
- 1910 : The Bad Man's Last Deed (it)
- 1910 : The Unknown Claim (it)
- 1910 : Trailed to the Hills (it)
- 1910 : The Desperado
- 1910 : Broncho Billy's Redemption (it)
- 1910 : Under Western Skies (it)
- 1910 : The Girl on Triple X Ranch (it)
- 1910 : The Count That Counted (it)
- 1910 : The Dumb Half Breed's Defense (it)
- 1910 : Take Me Out to the Ball Game (it)
- 1910 : The Deputy's Love (it)
- 1910 : The Millionaire and the Ranch Girl (it)
- 1910 : A Dog on Business (it)
- 1910 : An Indian Girl's Love (it)
- 1910 : He Met the Champion
- 1910 : The Pony Express Rider (it)
- 1910 : Hank and Lank: Joyriding (it)
- 1910 : A Flirty Affliction (it)
- 1910 : A Close Shave (it)
- 1910 : The Tout's Remembrance (it)
- 1910 : Hank and Lank: They Dude Up Some (it)
- 1910 : Curing a Masher (it)
- 1910 : Patricia of the Plains (it)
- 1910 : The Bearded Bandit (it)
- 1910 : Hank and Lank: They Get Wise to a New Scheme (it)
- 1910 : A Cowboy's Mother-in-Law (it)
- 1910 : Hank and Lank: Uninvited Guests (it)
- 1910 : Pals of the Range (it)
- 1910 : The Silent Message (it)
- 1910 : A Westerner's Way (it)
- 1910 : The Masquerade Cop
- 1910 : Hank and Lank: Lifesavers (it)
- 1910 : The Marked Trail (it)
- 1910 : The Little Prospector (it)
- 1910 : Hank and Lank: As Sandwich Men (it)
- 1910 : A Western Woman's Way (it)
- 1910 : Circle C Ranch Wedding Present (it)
- 1910 : A Cowboy's Vindication (it)
- 1910 : The Tenderfoot Messenger (it)
- 1910 : Hank and Lank: Blind Men (it)
- 1910 : The Bad Man's Christmas Gift (it)
- 1910 : A Gambler of the West (it)
- 1911 : The Count and the Cowboys (it)
- 1911 : The Border Ranger (it)
- 1911 : The Two Reformations (it)
- 1911 : Hank and Lank: They Make a Mash (it)
- 1911 : Carmenita the Faithful (it)
- 1911 : The Bad Man's Downfall (it)
- 1911 : The Cattleman's Daughter (it)
- 1911 : The Outlaw and the Child (it)
- 1911 : The Romance on 'Bar O' (it)
- 1911 : The Faithful Indian (it)
- 1911 : Across the Plains
- 1911 : The Sheriff's Chum (it)
- 1911 : The Bad Man's First Prayer (it)
- 1911 : The Indian Maiden's Lesson (it)
- 1911 : What a Woman Can Do (it)
- 1911 : The Bunco Game at Lizardhead (it)
- 1911 : The Puncher's New Love (it)
- 1911 : Alkali Ike's Auto (it)
- 1911 : The Lucky Card (it)
- 1911 : The Infant at Snakeville (it)
- 1911 : Forgiven in Death (it)
- 1911 : The Tribe's Penalty (it)
- 1911 : The Hidden Mine (it)
- 1911 : A Hungry Pair (it)
- 1911 : At the Break of Dawn (it)
- 1911 : The Corporation and the Ranch Girl (it)
- 1911 : The Backwoodsman's Suspicion (it)
- 1911 : The Outlaw Samaritan (it)
- 1911 : The Two Fugitives (it)
- 1911 : A Pal's Oath (it)
- 1911 : Spike Shannon's Last Fight (it)
- 1911 : A Western Girl's Sacrifice (it)
- 1911 : Broncho Bill's Last Spree (it)
- 1911 : The Puncher's Law (it)
- 1911 : The Millionaire and the Squatter (it)
- 1911 : An Indian's Sacrifice (it)
- 1911 : The Power of Good (it)
- 1911 : The Strike at the Little Jonny Mine (it)
- 1911 : The Sheriff's Decision (it)
- 1911 : Town Hall, Tonight (it)
- 1911 : The Stage Driver's Daughter (it)
- 1911 : A Western Redemption (it)
- 1911 : The Forester's Plea (it)
- 1911 : Outwitting Papa (it)
- 1911 : The Outlaw Deputy (it)
- 1911 : The Girl Back East (it)
- 1911 : Hubby's Scheme (it)
- 1911 : The Cowboy Coward (it)
- 1911 : Broncho Billy's Christmas Dinner (it)
- 1911 : Broncho Billy's Adventure (it)
- 1912 : The Tenderfoot Foreman (it)
- 1912 : The Sheepman's Escape (it)
- 1912 : Widow Jenkins' Admirers (it)
- 1912 : The Oath of His Office (it)
- 1912 : Broncho Billy and the Schoolmistress (it)
- 1912 : Alkali Ike's Love Affair (it)
- 1912 : The Deputy and the Girl (it)
- 1912 : The Biter Bitten (it)
- 1912 : A Western Kimona (it)
- 1912 : The Ranch Girl's Mistake (it)
- 1912 : A Ranch Widower's Daughters (it)
- 1912 : The Bandit's Child (it)
- 1912 : The Deputy's Love Affair (it)
- 1912 : Alkali Ike Bests Broncho Billy (it)
- 1912 : An Arizona Escapade (it)
- 1912 : A Road Agent's Love (it)
- 1912 : Broncho Billy and the Girl (it)
- 1912 : Under Mexican Skies (it)
- 1912 : The Cattle King's Daughter (it)
- 1912 : Alkali Ike's Boarding House (it)
- 1912 : The Indian and the Child (it)
- 1912 : Broncho Billy and the Bandits (it)
- 1912 : Alkali Ike's Bride (it)
- 1912 : The Dead Man's Claim (it)
- 1912 : The Sheriff and His Man (it)
- 1912 : A Western Legacy (it)
- 1912 : The Desert Sweetheart (it)
- 1912 : Broncho Billy's Bible (it)
- 1912 : On El Monte Ranch (it)
- 1912 : A Child of the Purple Sage (it)
- 1912 : Western Hearts (it)
- 1912 : Broncho Billy's Gratitude (it)
- 1912 : The Foreman's Cousin (it)
- 1912 : Broncho Billy and the Indian Maid
- 1912 : On the Cactus Trail (it)
- 1912 : Broncho Billy's Narrow Escape (it)
- 1912 : A Story of Montana (it)
- 1912 : The Smuggler's Daughter (it)
- 1912 : A Wife of the Hills (it)
- 1912 : A Moonshiner's Heart (it)
- 1912 : Broncho Billy's Pal (it)
- 1912 : The Little Sheriff (it)
- 1912 : Broncho Billy's Last Hold-Up (it)
- 1912 : Broncho Billy's Escapade (it)
- 1912 : Alkali Ike Plays the Devil (it)
- 1912 : Broncho Billy for Sheriff (it)
- 1912 : The Ranchman's Trust (it)
- 1912 : Broncho Billy Outwitted (it)
- 1912 : Alkali Ike's Pants (it)
- 1912 : An Indian Sunbeam (it)
- 1912 : Alkali Ike Stung! (it)
- 1912 : The Tomboy on Bar Z (it)
- 1912 : The Ranch Girl's Trial (it)
- 1912 : An Indian's Friendship (it)
- 1912 : Alkali Ike's Close Shave (it)
- 1912 : Broncho Billy's Heart (it)
- 1912 : Broncho Billy's Mexican Wife (it)
- 1912 : Western Girls (it)
- 1912 : Broncho Billy's Love Affair (it)
- 1912 : Alkali Ike's Motorcycle (it)
- 1912 : Broncho Billy's Promise (it)
- 1912 : The Reward for Broncho Billy (it)
- 1913 : Broncho Billy and the Maid (it)
- 1913 : Broncho Billy and the Outlaw's Mother (it)
- 1913 : Broncho Billy's Brother (it)
- 1913 : Broncho Billy's Gun Play (it)
- 1913 : The Making of Broncho Billy (it)
- 1913 : Broncho Billy's Last Deed (it)
- 1913 : Broncho Billy's Ward (it)
- 1913 : Broncho Billy and the Sheriff's Kid (it)
- 1913 : The Influence of Broncho Billy (it)
- 1913 : Broncho Billy and the Squatter's Daughter (it)
- 1913 : Broncho Billy and the Step-Sisters (it)
- 1913 : Broncho Billy's Sister (it)
- 1913 : Broncho Billy's Gratefulness (it)
- 1913 : Broncho Billy's Way (it)
- 1913 : Broncho Billy's Reason (it)
- 1913 : The Accusation of Broncho Billy (it)
- 1913 : Alkali Ike's Homecoming (it)
- 1913 : Broncho Billy and the Rustler's Child (it)
- 1913 : The Crazy Prospector (it)
- 1913 : Alkali Ike's Mother-in-Law (it)
- 1913 : Broncho Billy's Grit (it)
- 1913 : Broncho Billy's Brother (it)
- 1913 : Alkali Ike's Misfortunes (it)
- 1913 : Broncho Billy's Capture (it)
- 1913 : Alkali Ike and the Hypnotist (it)
- 1913 : Broncho Billy's Strategy (it)
- 1913 : Broncho Billy and the Western Girls (it)
- 1913 : Broncho Billy and the Schoolmam's Sweetheart (it)
- 1913 : The Tenderfoot Sheriff (it)
- 1913 : Broncho Billy and the Navajo Maid (it)
- 1913 : The Man in the Cabin (it)
- 1913 : Broncho Billy's Mistake (it)
- 1913 : A Western Sister's Devotion (it)
- 1913 : Broncho Billy's Conscience (it)
- 1913 : Broncho Billy Reforms (it)
- 1913 : The Redeemed Claim (it)
- 1913 : Why Broncho Billy Left Bear Country (it)
- 1913 : Broncho Billy's Oath (it)
- 1913 : Broncho Billy Gets Square (it)
- 1913 : Alkali Ike and the Wildman (it)
- 1913 : Broncho Billy's Elopement (it)
- 1913 : The Doctor's Duty (it)
- 1913 : Broncho Billy's Secret (it)
- 1913 : Broncho Billy's First Arrest (it)
- 1913 : Broncho Billy's Squareness (it)
- 1913 : The Three Gamblers (it)
- 1913 : Sophie's New Foreman (it)
- 1913 : Broncho Billy's Christmas Deed (it)
- 1914 : The Redemption of Broncho Billy (it)
- 1914 : Snakeville's New Doctor (it)
- 1914 : Broncho Billy Guardian (it)
- 1914 : Broncho Billy and the Bad Man (it)
- 1914 : Broncho Billy and the Red Man (it)
- 1914 : The Calling of Jim Barton (it)
- 1914 : Broncho Billy's True Love (it)
- 1914 : The Treachery of Broncho Billy's Pal (it)
- 1914 : Broncho Billy and the Rattler (it)
- 1914 : Broncho Billy's Indian Romance (it)
- 1914 : Broncho Billy -- Gun-Man (it)
- 1914 : Broncho Billy's Close Call (it)
- 1914 : Broncho Billy's Sermon (it)
- 1914 : Broncho Billy's Leap (it)
- 1914 : Red Riding Hood of the Hills (it)
- 1914 : Broncho Billy's Cunning (it)
- 1914 : Broncho Billy's Duty (it)
- 1914 : The Good-for-Nothing (it)
- 1914 : Broncho Billy and the Mine Shark (it)
- 1914 : Broncho Billy, Outlaw (it)
- 1914 : Broncho Billy's Jealousy (it)
- 1914 : Broncho Billy's Punishment (it)
- 1914 : Broncho Billy and the Sheriff (it)
- 1914 : Broncho Billy Puts One Over (it)
- 1914 : Broncho Billy and the Gambler (it)
- 1914 : The Squatter's Gal (it)
- 1914 : Broncho Billy's Fatal Joke (it)
- 1914 : Broncho Billy Wins Out (it)
- 1914 : Broncho Billy's Wild Ride (it)
- 1914 : Broncho Billy, the Vagabond (it)
- 1914 : Broncho Billy, a Friend in Need (it)
- 1914 : Broncho Billy Butts In (it)
- 1914 : The Strategy of Broncho Billy's Sweetheart (it)
- 1914 : Broncho Billy Trapped (it)
- 1914 : Broncho Billy and the Greaser
- 1914 : Broncho Billy Rewarded (it)
- 1914 : Broncho Billy -- Favorite (it)
- 1914 : Broncho Billy's Mother (it)
- 1914 : Broncho Billy's Mission (it)
- 1914 : Broncho Billy's Decision (it)
- 1914 : The Tell-Tale Hand (it)
- 1914 : Broncho Billy's Scheme (it)
- 1914 : Broncho Billy's Double Escape (it)
- 1914 : Broncho Billy's Judgment (it)
- 1914 : Broncho Billy's Dad (it)
- 1914 : Broncho Billy's Christmas Spirit (it)
- 1914 : Broncho Billy and the Sheriff's Office (it)
- 1915 : Broncho Billy and the Escaped Bandit (it)
- 1915 : Broncho Billy and the Claim Jumpers (it)
- 1915 : Broncho Billy and the Sisters (it)
- 1915 : When Love and Honor Called (it)
- 1915 : Broncho Billy and the Baby (it)
- 1915 : Broncho Billy and the False Note (it)
- 1915 : Broncho Billy's Greaser Deputy (it)
- 1915 : Broncho Billy's Sentence (it)
- 1915 : Broncho Billy and the Vigilante (it)
- 1915 : Broncho Billy and the Express Rider
- 1915 : Broncho Billy's Vengeance (it)
- 1915 : Broncho Billy's Teachings (it)
- 1915 : The Western Way (it)
- 1915 : The Outlaw's Awakening (it)
- 1915 : Ingomar of the Hills (it)
- 1915 : Andy of the Royal Mounted (it)
- 1915 : The Face at the Curtain (it)
- 1915 : His Wife's Secret (it)
- 1915 : The Tie That Binds (it)
- 1915 : His Regeneration
- 1915 : The Other Girl (it)
- 1915 : The Revenue Agent (it)
- 1915 : The Bachelor's Burglar (it)
- 1915 : Broncho Billy's Word of Honor (it)
- 1915 : The Wealth of the Poor (it)
- 1915 : Broncho Billy and the Land Grabber (it)
- 1915 : Her Realization (it)
- 1915 : The Little Prospector (it)
- 1915 : Broncho Billy Well Repaid (it)
- 1915 : The Bachelor's Baby (it)
- 1915 : Broncho Billy and the Posse (it)
- 1915 : Broncho Billy's Protégé (it)
- 1915 : Broncho Billy Steps In (it)
- 1915 : Broncho Billy's Marriage (it)
- 1915 : Her Return (it)
- 1915 : Broncho Billy Begins Life Anew (it)
- 1915 : Broncho Billy and the Lumber King (it)
- 1915 : Broncho Billy and the Card Sharp (it)
- 1915 : An Unexpected Romance (it)
- 1915 : The Convict's Threat (it)
- 1915 : Broncho Billy Misled (it)
- 1915 : Broncho Billy, Sheepman (it)
- 1915 : Suppressed Evidence (it)
- 1915 : Broncho Billy's Parents (it)
- 1915 : Broncho Billy Evens Matters (it)
- 1915 : Broncho Billy's Cowardly Brother (it)
- 1915 : Broncho Billy's Mexican Wife (it)
- 1915 : Wine, Woman and Song
- 1915 : The Indian's Narrow Escape (it)
- 1915 : Too Much Turkey (it)
- 1915 : Broncho Billy's Love Affair (en)
- 1915 : The Escape of Broncho Billy (it)
- 1915 : A Christmas Revenge (it)
- 1916 : Her Lesson (it)
- 1916 : The Book Agent's Romance (it)
- 1916 : The Man in Him (it)
- 1916 : Humanity (it)
- 1917 : Vera, the Medium (it)
- 1919 : The Son-of-a-Gun (en)
- 1919 : Red Blood and Yellow

#### Années 1920
- 1922 : Ashes (en)
- 1922 : The Weak-End Party
- 1922 : The Pest
- 1923 : When Knights Were Cold

### Comme acteur

#### Années 1900
- 1903 : The Messenger Boy's Mistake (it) d'Edwin S. Porter : Messenger Boy
- 1903 : Ce qui s'est passé dans le tunnel (What Happened in the Tunnel)  d'Edwin S. Porter
- 1903 : Le Vol du grand rapide (The Great Train Robbery) d'Edwin S. Porter et Wallace McCutcheon
- 1904 : A Brush Between Cowboys and Indians
- 1905 : Raffles, the Amateur Cracksman : Raffles
- 1905 : The Train Wreckers : Last Train Wrecker
- 1907 : Western Justice
- 1907 : The Bandit King
- 1907 : An Awful State
- 1908 : The Life of an American Cowboy
- 1908 : The Baseball Fan
- 1908 : The Bandit Makes Good
- 1909 : Tag Day
- 1909 : Shanghaied
- 1909 : The Road Agents
- 1909 : A Tale of the West
- 1909 : A Mexican's Gratitude : The Sheriff
- 1909 : The Indian Trailer
- 1909 : Ten Nights in a Barroom
- 1909 : The Black Sheep
- 1909 : A Maid of the Mountains
- 1909 : The Best Man Wins (it)
- 1909 : Broncho Billy's Judgment
- 1909 : His Reformation : Tom Carlton
- 1909 : The Ranchman's Rival : Jim Watson
- 1909 : The Spanish Girl : Tom Wilson
- 1909 : The Heart of a Cowboy : Honest Steve

#### Années 1910
- 1910 : A Western Maid (it)
- 1910 : Trail to the West
- 1910 : The Mistaken Bandit
- 1910 : Won by a Hold-Up : Old Rancher
- 1910 : The Outlaw's Sacrifice : (unconfirmed)
- 1910 : Western Chivalry
- 1910 : The Cowboy and the Squaw : Tom Ripley, a Cowboy
- 1910 : The Mexican's Faith : The Mexican
- 1910 : The Ranch Girl's Legacy : Jack Tyler
- 1910 : The Fence on 'Bar Z' Ranch : Robert Graham
- 1910 : Method in His Madness : Pedestrian with Seltzer Bottle
- 1910 : The Girl and the Fugitive : Ross White
- 1910 : A Ranchman's Wooing (it)
- 1910 : The Flower of the Ranch : Frank Wendell
- 1910 : The Ranger's Bride : A Texas Ranger
- 1910 : The Bad Man and the Preacher : James Smyth
- 1910 : The Cowboy's Sweetheart : Jesse Farson
- 1910 : A Vein of Gold (it)
- 1910 : The Sheriff's Sacrifice
- 1910 : The Cowpuncher's Ward
- 1910 : The Little Doctor of the Foothills
- 1910 : The Brother, Sister and the Cowpuncher
- 1910 : Away Out West : A Dying Miner
- 1910 : The Ranchman's Feud : The Doctor
- 1910 : The Bandit's Wife
- 1910 : The Forest Ranger : Deputy Marshal Charles Wentworth
- 1910 : The Bad Man's Last Deed : The Bad Man
- 1910 : The Unknown Claim : Bartwell
- 1910 : Trailed to the Hills : Harry Forsyth
- 1910 : The Desperado : le nouveau shérif
- 1910 : Broncho Billy's Redemption : Broncho Billy
- 1910 : Under Western Skies (it) : A Cowboy
- 1910 : The Girl on Triple X
- 1910 : The Count That Counted
- 1910 : The Dumb Half Breed's Defense : The Half-Breed
- 1910 : Take Me Out to the Ball Game
- 1910 : The Deputy's Love : Bob Dean
- 1910 : The Millionaire and the Ranch Girl : Milton Rodd
- 1910 : An Indian Girl's Love
- 1910 : The Pony Express Rider : Jim Allison
- 1910 : The Tout's Remembrance : Bullets Brown
- 1910 : Patricia of the Plains : Dick Martin
- 1910 : The Bearded Bandit : Curt, the Sheriff
- 1910 : A Cowboy's Mother-in-Law (it)
- 1910 : Pals of the Range : Jack Smythe
- 1910 : The Silent Message
- 1910 : A Westerner's Way (it) : Big Bill Hastings
- 1910 : The Marked Trail : The Doctor
- 1910 : The Little Prospector : Hal Martin
- 1910 : A Western Woman's Way (it) : (unconfirmed)
- 1910 : Circle C Ranch Wedding Present
- 1910 : A Cowboy's Vindication (it) : Frank Morrison
- 1910 : The Tenderfoot Messenger : (unconfirmed)
- 1910 : The Bad Man's Christmas Gift : Andy Carson
- 1910 : A Gambler of the West (it) : Halsted
- 1911 : Last Round-Up
- 1911 : The Count and the Cowboys : (unconfirmed)
- 1911 : The Girl of the West
- 1911 : The Border Ranger : The Border Ranger
- 1911 : The Two Reformations
- 1911 : Carmenita the Faithful
- 1911 : The Bad Man's Downfall : Harry Perkins
- 1911 : The Cattleman's Daughter : Frank Carpenter
- 1911 : The Outlaw and the Child : Dan Warrington
- 1911 : On the Desert's Edge : Hal Morley
- 1911 : The Romance on 'Bar O' : Wells
- 1911 : The Faithful Indian : Will Talbot
- 1911 : A Thwarted Vengeance (it) : Bob Griswald
- 1911 : Across the Plains : The Cowboy
- 1911 : The Sheriff's Chum : Sheriff Will Phelps
- 1911 : The Bad Man's First Prayer : Bad Man Dan Quigley
- 1911 : The Indian Maiden's Lesson : Revered Warren Addington
- 1911 : What a Woman Can Do : Frank Mills
- 1911 : The Bunco Game at Lizardhead : (unconfirmed)
- 1911 : The Puncher's New Love : Harvey Barton
- 1911 : The Lucky Card : George Maxwell
- 1911 : The Infant at Snakeville : Broncho Bill
- 1911 : Forgiven in Death : Jack
- 1911 : The Tribe's Penalty : Gray Wolf
- 1911 : The Hidden Mine : (unconfirmed)
- 1911 : The Sheriff's Brother : The Sheriff's Brother
- 1911 : At the Break of Dawn : Gilbert Randall
- 1911 : The Corporation and the Ranch Girl : Gerald Todds
- 1911 : The Backwoodsman's Suspicion : The Backwoodsman
- 1911 : The Outlaw Samaritan : Jack Mason
- 1911 : The Two Fugitives : Jack Harvey
- 1911 : The Two-Gun Man
- 1911 : A Pal's Oath (it) : Jack Manley
- 1911 : Spike Shannon's Last Fight : Spike Shannon
- 1911 : A Western Girl's Sacrifice (it) : Spike Shannon
- 1911 : Broncho Bill's Last Spree : Broncho Bill
- 1911 : The Puncher's Law : Tom Patterson
- 1911 : The Millionaire and the Squatter : Silas Strong
- 1911 : An Indian's Sacrifice : Grey Deer
- 1911 : The Power of Good
- 1911 : The Strike at the Little Jonny Mine : Jim Logan
- 1911 : The Sheriff's Decision : Steve Jameson
- 1911 : Town Hall, Tonight : Broncho Bill
- 1911 : The Stage Driver's Daughter : Tom Percival
- 1911 : A Western Redemption (it) : Tom
- 1911 : The Forester's Plea : Rev. Small
- 1911 : Outwitting Papa : Tom Phelps
- 1911 : The Outlaw Deputy : Buck Stevens
- 1911 : The Girl Back East : Jack King
- 1911 : Hubby's Scheme : One of Hubby's Friends
- 1911 : A Cattle Rustler's Father (it) : (unconfirmed)
- 1911 : The Desert Claim : (unconfirmed)
- 1911 : The Mountain Law
- 1911 : A Frontier Doctor (it) : (unconfirmed)
- 1911 : The Cowboy Coward : Steve
- 1911 : Broncho Billy's Christmas Dinner : Broncho Billy
- 1911 : Broncho Billy's Adventure : Broncho Billy
- 1912 : A Child of the West (it)
- 1912 : The Tenderfoot Foreman : Jack Reed
- 1912 : The Sheepman's Escape : Tom Harper
- 1912 : The Oath of His Office : Bob Graham
- 1912 : Broncho Billy and the Schoolmistress : Broncho Billy
- 1912 : The Deputy and the Girl : The Deputy
- 1912 : The Ranch Girl's Mistake : Broncho Billy
- 1912 : The Bandit's Child : Tom Fleming
- 1912 : The Deputy's Love Affair : Bill Simpson
- 1912 : Alkali Ike Bests Broncho Billy (it) : Broncho Billy
- 1912 : An Arizona Escapade
- 1912 : A Road Agent's Love (it) : Bob Farco
- 1912 : Broncho Billy and the Girl : Broncho Billy
- 1912 : Under Mexican Skies : Pasquale
- 1912 : The Cattle King's Daughter : Buck Brady
- 1912 : The Indian and the Child : The Indian
- 1912 : Broncho Billy and the Bandits : Broncho Billy
- 1912 : The Dead Man's Claim : Jim Durkin
- 1912 : The Sheriff and His Man : The Arizona Kid
- 1912 : A Western Legacy (it) : Walter Johnson
- 1912 : The Desert Sweetheart : Jim Morris
- 1912 : Broncho Billy's Bible : Broncho Billy
- 1912 : On El Monte Ranch : The Foreman
- 1912 : A Child of the Purple Sage (it) : Bart Darrow
- 1912 : Western Hearts : Sam Hardy
- 1912 : Broncho Billy's Gratitude : Broncho Billy
- 1912 : The Foreman's Cousin : Bob Knight
- 1912 : Broncho Billy and the Indian Maid : Broncho Billy
- 1912 : On the Cactus Trail : Jim Andrews
- 1912 : Broncho Billy's Narrow Escape : Broncho Billy
- 1912 : A Story of Montana (it) : Triggerless Jim Burrows
- 1912 : The Smuggler's Daughter : Brant Graham
- 1912 : A Wife of the Hills (it) : Bart McGrew
- 1912 : A Moonshiner's Heart (it) : Tom Jackson
- 1912 : Broncho Billy's Pal : Broncho Billy
- 1912 : Broncho Billy's Last Hold-Up : Broncho Billy
- 1912 : Broncho Billy's Escapade : Broncho Billy
- 1912 : Broncho Billy for Sheriff : Broncho Billy
- 1912 : The Ranchman's Trust
- 1912 : Broncho Billy Outwitted : Broncho Billy
- 1912 : An Indian Sunbeam : An Indian
- 1912 : The Tomboy on Bar Z
- 1912 : The Ranch Girl's Trial : Dave Price
- 1912 : An Indian's Friendship : Broncho Billy
- 1912 : Broncho Billy's Heart : Broncho Billy
- 1912 : Broncho Billy's Mexican Wife : Broncho Billy
- 1912 : Broncho Billy's Love Affair : Broncho Billy
- 1912 : Broncho Billy's Promise : Broncho Billy
- 1912 : The Reward for Broncho Billy : Broncho Billy
- 1913 : Broncho Billy and the Maid : Broncho Billy
- 1913 : Broncho Billy and the Outlaw's Mother : Broncho Billy
- 1913 : Broncho Billy's Brother : Broncho Billy
- 1913 : Broncho Billy's Gun Play : Broncho Billy
- 1913 : The Making of Broncho Billy : Broncho Billy
- 1913 : Broncho Billy's Last Deed : Broncho Billy
- 1913 : Broncho Billy's Ward : Broncho Billy
- 1913 : Broncho Billy and the Sheriff's Kid : Broncho Billy
- 1913 : The Influence of Broncho Billy : Broncho Billy
- 1913 : Broncho Billy and the Squatter's Daughter : Broncho Billy
- 1913 : Broncho Billy and the Step-Sisters : Broncho Billy
- 1913 : Broncho Billy's Sister : Broncho Billy
- 1913 : Broncho Billy's Gratefulness : Broncho Billy
- 1913 : Broncho Billy's Way : Broncho Billy
- 1913 : Broncho Billy's Reason : Broncho Billy
- 1913 : The Accusation of Broncho Billy
- 1913 : Broncho Billy and the Rustler's Child : Broncho Billy
- 1913 : The Crazy Prospector : Broncho Billy
- 1913 : Broncho Billy's Grit : Broncho Billy
- 1913 : Broncho Billy and the Express Rider : Broncho Billy
- 1913 : Broncho Billy's Capture : Broncho Billy
- 1913 : Broncho Billy's Strategy : Broncho Billy
- 1913 : Broncho Billy and the Western Girls : Broncho Billy
- 1913 : Broncho Billy and the Schoolmam's Sweetheart : Broncho Billy
- 1913 : The Tenderfoot Sheriff : Broncho Billy
- 1913 : Broncho Billy and the Navajo Maid : Broncho Billy
- 1913 : The Man in the Cabin : B roncho Billy
- 1913 : Broncho Billy's Mistake : Broncho Billy
- 1913 : A Western Sister's Devotion (it) : Broncho BIlly
- 1913 : Broncho Billy's Conscience : Broncho Billy
- 1913 : Bonnie of the Hills
- 1913 : Broncho Billy Reforms : Broncho Billy
- 1913 : The Redeemed Claim : Mr. Orr, a Government Assayist
- 1913 : Why Broncho Billy Left Bear Country : Broncho Billy
- 1913 : Broncho Billy's Oath : Broncho Billy
- 1913 : Broncho Billy Gets Square : Broncho Billy
- 1913 : Broncho Billy's Elopement : Broncho Billy
- 1913 : The Doctor's Duty : Dr Roland White
- 1913 : Broncho Billy's Secret : Broncho Billy
- 1913 : The New Schoolmarm of Green River : The Sheriff
- 1913 : Broncho Billy's First Arrest : Broncho Billy
- 1913 : Broncho Billy's Squareness : Broncho Billy
- 1913 : The Three Gamblers : Broncho Billy
- 1913 : Broncho Billy's Christmas Deed : Broncho Billy
- 1914 : The Redemption of Broncho Billy : Broncho Billy
- 1914 : Snakeville's New Doctor : Broncho Billy
- 1914 : Broncho Billy Guardian : Broncho Billy
- 1914 : Broncho Billy and the Bad Man : Broncho Billy
- 1914 : Broncho Billy and the Settler's Daughter : Broncho Billy
- 1914 : Broncho Billy and the Red Man : Broncho Billy
- 1914 : The Calling of Jim Barton : Jim Barton
- 1914 : The Interference of Broncho Billy : Broncho Billy
- 1914 : Broncho Billy's True Love : Broncho Billy
- 1914 : The Treachery of Broncho Billy's Pal : Broncho Billy
- 1914 : Broncho Billy and the Rattler : Broncho Billy
- 1914 : Broncho Billy's Indian Romance : Broncho Billy
- 1914 : Broncho Billy -- Gun-Man : Broncho Billy
- 1914 : Broncho Billy's Close Call : Broncho Billy
- 1914 : Broncho Billy's Sermon : Broncho Billy
- 1914 : Broncho Billy's Leap : Broncho Billy
- 1914 : Red Riding Hood of the Hills : Broncho Billy
- 1914 : Broncho Billy's Cunning : Broncho Billy
- 1914 : Broncho Billy's Duty : Broncho Billy
- 1914 : The Good-for-Nothing : Gilbert Sterling
- 1914 : Broncho Billy and the Mine Shark : Broncho Billy
- 1914 : Broncho Billy, Outlaw : Broncho Billy
- 1914 : Broncho Billy's Jealousy : Broncho Billy
- 1914 : Broncho Billy's Punishment : Broncho Billy
- 1914 : Broncho Billy and the Sheriff : Broncho Billy
- 1914 : Broncho Billy Puts One Over : Broncho Billy
- 1914 : Broncho Billy and the Gambler : Broncho Billy
- 1914 : The Squatter's Gal : Broncho Billy
- 1914 : Broncho Billy's Fatal Joke : Broncho Billy
- 1914 : Broncho Billy Wins Out : Broncho Billy
- 1914 : Broncho Billy's Wild Ride : Broncho Billy
- 1914 : Broncho Billy, the Vagabond : Broncho Billy
- 1914 : Snakeville's Most Popular Lady : Cowboy
- 1914 : Broncho Billy, a Friend in Need : Broncho Billy
- 1914 : Broncho Billy Butts In : Broncho Billy
- 1914 : The Strategy of Broncho Billy's Sweetheart : Broncho Billy
- 1914 : Broncho Billy Trapped : Broncho Billy
- 1914 : Broncho Billy and the Greaser : Broncho Billy
- 1914 : Broncho Billy Rewarded : Broncho Billy
- 1914 : Broncho Billy -- Favorite : Broncho Billy
- 1914 : Broncho Billy's Mother : Broncho Billy
- 1914 : Broncho Billy's Mission : Broncho Billy
- 1914 : Broncho Billy's Decision : Broncho Billy
- 1914 : The Tell-Tale Hand : Broncho Billy
- 1914 : Broncho Billy's Scheme : Broocho Billy
- 1914 : Broncho Billy's Double Escape : Broncho Billy
- 1914 : Broncho Billy's Judgment : Broncho Billy
- 1914 : Broncho Billy's Dad : Broncho Billy
- 1914 : Broncho Billy's Christmas Spirit : Broncho Billy
- 1914 : Broncho Billy and the Sheriff's Office : Broncho Billy
- 1915 : Broncho Billy and the Escaped Bandit : Broncho Billy
- 1915 : Broncho Billy and the Claim Jumpers : Broncho Billy
- 1915 : Broncho Billy and the Sisters : Broncho Billy
- 1915 : When Love and Honor Called : Broncho Billy
- 1915 : Broncho Billy and the Baby : Broncho Billy
- 1915 : Broncho Billy and the False Note : Broncho Billy
- 1915 : Broncho Billy's Greaser Deputy : Broncho Billy
- 1915 : Broncho Billy's Sentence : Broncho Billy
- 1915 : Broncho Billy and the Vigilante : Broncho Billy
- 1915 : Broncho Billy's Brother : Broncho Billy
- 1915 : Broncho Billy's Vengeance : Broncho Billy
- 1915 : Charlot boxeur (The Champion) : Enthusiastic Fan
- 1915 : Broncho Billy's Teachings : Broncho Billy
- 1915 : The Western Way : The Outlaw
- 1915 : The Outlaw's Awakening : The Outlaw
- 1915 : Ingomar of the Hills : Ingomar
- 1915 : Andy of the Royal Mounted : Andy of the Royal Mounted
- 1915 : The Face at the Curtain : The Burglar
- 1915 : His Wife's Secret : The Burglar
- 1915 : The Tie That Binds : The Husband
- 1915 : His Regeneration : The Regenerate Burglar
- 1915 : The Other Girl : The Artist
- 1915 : The Revenue Agent : Tom
- 1915 : The Bachelor's Burglar : The Bachelor
- 1915 : Broncho Billy's Word of Honor : Broncho Billy
- 1915 : The Wealth of the Poor : The Husband
- 1915 : Broncho Billy and the Land Grabber : Broncho Billy
- 1915 : Her Realization : The Sweetheart
- 1915 : The Little Prospector : Broncho Billy
- 1915 : Broncho Billy Well Repaid : Broncho Billy
- 1915 : The Bachelor's Baby : The Bachelor
- 1915 : Broncho Billy and the Posse : Broncho Billy
- 1915 : Broncho Billy's Protégé : Broncho Billy
- 1915 : Broncho Billy's Surrender : Broncho Billy
- 1915 : Broncho Billy Steps In : Broncho Billy
- 1915 : Broncho Billy's Marriage : Broncho Billy
- 1915 : Her Return : The Husband
- 1915 : Broncho Billy Begins Life Anew : Broncho Billy
- 1915 : Broncho Billy and the Lumber King : Broncho Billy
- 1915 : Broncho Billy and the Card Sharp : Broncho Billy
- 1915 : An Unexpected Romance : The Landowner
- 1915 : The Convict's Threat : The convict
- 1915 : Broncho Billy Misled : Broncho Billy
- 1915 : Broncho Billy, Sheepman : Broncho Billy
- 1915 : Suppressed Evidence : The Husband
- 1915 : Broncho Billy's Parents : Broncho Billy
- 1915 : Broncho Billy Evens Matters : Broncho Billy
- 1915 : Broncho Billy's Cowardly Brother : Broncho Billy
- 1915 : Broncho Billy's Mexican Wife : Broncho Billy
- 1915 : Wine, Woman and Song : The Young Man
- 1915 : The Indian's Narrow Escape : The Indian
- 1915 : Too Much Turkey : Frank Potter
- 1915 : Broncho Billy's Love Affair : Broncho Billy
- 1915 : The Burglar's Godfather : The Crook
- 1915 : The Escape of Broncho Billy : Broncho Billy
- 1915 : A Christmas Revenge (en) : Broncho Billy / Santa Claus
- 1916 : Her Lesson : The Capitalist
- 1916 : The Book Agent's Romance : The Book Agent
- 1916 : The Man in Him : John Stone
- 1916 : Humanity (it) : Broncho Billy Blair
- 1918 : Shootin' Mad : Broncho Billy
- 1919 : The Son-of-a-Gun : Bill
- 1919 : Red Blood and Yellow : Jack / Jim

#### Derniers films
- 1941 : Life with Henry : Business Man
- 1965 : The Bounty Killer : Old man in saloon

### Comme scénariste

#### Années 1900
- 1907 : An Awful State
- 1908 : Raffles, an American Cracksman
- 1908 : The Life of an American Cowboy
- 1908 : The Baseball Fan
- 1909 : Marin malgré lui (Shanghaied)
- 1909 : The Road Agents
- 1909 : A Tale of the West
- 1909 : The Indian Trailer
- 1909 : Ten Nights in a Barroom
- 1909 : A Maid of the Mountains
- 1909 : The Best Man Wins (it)
- 1909 : Broncho Billy's Judgment
- 1909 : His Reformation
- 1909 : The Ranchman's Rival
- 1909 : The Spanish Girl
- 1909 : The Heart of a Cowboy

#### Années 1910
- 1910 : A Western Maid (it)
- 1910 : Trail to the West
- 1910 : The Mistaken Bandit
- 1910 : The Outlaw's Sacrifice
- 1910 : Western Chivalry
- 1910 : The Cowboy and the Squaw
- 1910 : The Mexican's Faith
- 1910 : The Ranch Girl's Legacy
- 1910 : The Fence on 'Bar Z' Ranch
- 1910 : The Girl and the Fugitive
- 1910 : The Flower of the Ranch
- 1910 : The Ranger's Bride
- 1910 : The Cowboy's Sweetheart
- 1910 : A Vein of Gold (it)
- 1910 : The Sheriff's Sacrifice
- 1910 : The Cowpuncher's Ward
- 1910 : Away Out West
- 1910 : The Ranchman's Feud
- 1910 : The Bandit's Wife
- 1910 : The Forest Ranger
- 1910 : The Bad Man's Last Deed
- 1910 : The Unknown Claim
- 1910 : The Desperado
- 1910 : Broncho Billy's Redemption
- 1910 : Under Western Skies (it)
- 1910 : The Girl on Triple X
- 1910 : The Dumb Half Breed's Defense
- 1910 : Take Me Out to the Ball Game
- 1910 : The Millionaire and the Ranch Girl
- 1910 : An Indian Girl's Love
- 1910 : The Pony Express Rider
- 1910 : The Tout's Remembrance
- 1910 : Patricia of the Plains
- 1910 : The Bearded Bandit
- 1910 : A Cowboy's Mother-in-Law (it)
- 1910 : Pals of the Range
- 1910 : The Silent Message
- 1910 : A Westerner's Way (it)
- 1910 : The Marked Trail
- 1910 : The Little Prospector
- 1910 : A Western Woman's Way (it)
- 1910 : Circle C Ranch Wedding Present
- 1910 : A Cowboy's Vindication (it)
- 1910 : The Tenderfoot Messenger
- 1910 : The Bad Man's Christmas Gift
- 1910 : A Gambler of the West (it)
- 1911 : Last Round-Up
- 1911 : The Count and the Cowboys
- 1911 : The Girl of the West
- 1911 : The Border Ranger
- 1911 : The Two Reformations
- 1911 : Carmenita the Faithful
- 1911 : The Bad Man's Downfall
- 1911 : The Cattleman's Daughter
- 1911 : The Outlaw and the Child
- 1911 : On the Desert's Edge
- 1911 : The Romance on 'Bar O'
- 1911 : The Faithful Indian
- 1911 : A Thwarted Vengeance (it)
- 1911 : Across the Plains
- 1911 : The Sheriff's Chum
- 1911 : The Bad Man's First Prayer
- 1911 : The Indian Maiden's Lesson
- 1911 : What a Woman Can Do
- 1911 : The Bunco Game at Lizardhead
- 1911 : The Puncher's New Love
- 1911 : Alkali Ike's Auto
- 1911 : The Lucky Card
- 1911 : The Infant at Snakeville
- 1911 : Forgiven in Death
- 1911 : The Tribe's Penalty
- 1911 : The Hidden Mine
- 1911 : The Sheriff's Brother
- 1911 : At the Break of Dawn
- 1911 : The Corporation and the Ranch Girl
- 1911 : Mustang Pete's Love Affair
- 1911 : The Backwoodsman's Suspicion
- 1911 : The Outlaw Samaritan
- 1911 : The Two Fugitives
- 1911 : The Two-Gun Man
- 1911 : The Ranchman's Son
- 1911 : A Pal's Oath (it)
- 1911 : Spike Shannon's Last Fight
- 1911 : A Western Girl's Sacrifice (it)
- 1911 : The Puncher's Law
- 1911 : The Millionaire and the Squatter
- 1911 : An Indian's Sacrifice
- 1911 : The Power of Good
- 1911 : The Strike at the Little Jonny Mine
- 1911 : The Sheriff's Decision
- 1911 : The Stage Driver's Daughter
- 1911 : A Western Redemption (it)
- 1911 : The Forester's Plea
- 1911 : The Outlaw Deputy
- 1911 : The Girl Back East
- 1911 : A Cattle Rustler's Father (it)
- 1911 : The Desert Claim
- 1911 : The Mountain Law
- 1911 : A Frontier Doctor (it)
- 1911 : The Cowboy Coward
- 1911 : Broncho Billy's Christmas Dinner
- 1911 : Broncho Billy's Adventure
- 1912 : Widow Jenkins' Admirers
- 1912 : Alkali Ike's Love Affair
- 1912 : A Western Kimona (it)
- 1912 : A Ranch Widower's Daughters (it)
- 1912 : The Deputy's Love Affair
- 1912 : Alkali Ike Bests Broncho Billy (it)
- 1912 : Alkali Ike's Boarding House
- 1912 : Broncho Billy and the Bandits
- 1912 : Broncho Billy's Bible
- 1912 : The Smuggler's Daughter
- 1912 : Alkali Ike Plays the Devil (it)
- 1912 : Broncho Billy Outwitted
- 1912 : Alkali Ike's Pants
- 1912 : Love on Tough Luck Ranch
- 1912 : Alkali Ike Stung! (it)
- 1912 : The Shotgun Ranchman
- 1912 : The Tomboy on Bar Z
- 1912 : The Ranch Girl's Trial
- 1912 : The Mother of the Ranch
- 1912 : An Indian's Friendship
- 1912 : Alkali Ike's Close Shave
- 1912 : The Dance at Silver Gulch
- 1912 : Broncho Billy's Heart
- 1912 : The Boss of the Katy Mine
- 1912 : Broncho Billy's Mexican Wife
- 1912 : Western Girls
- 1912 : Broncho Billy's Love Affair
- 1912 : The Prospector
- 1912 : Alkali Ike's Motorcycle
- 1912 : The Sheriff's Luck
- 1912 : Broncho Billy's Promise
- 1912 : The Sheriff's Inheritance
- 1912 : The Reward for Broncho Billy
- 1913 : Broncho Billy and the Maid
- 1913 : Alkali Ike in Jayville (it)
- 1913 : Broncho Billy and the Outlaw's Mother
- 1913 : The Sheriff's Child
- 1913 : Broncho Billy's Gun Play
- 1913 : The Sheriff's Story
- 1913 : The Making of Broncho Billy
- 1913 : Broncho Billy's Last Deed
- 1913 : Broncho Billy's Ward
- 1913 : Broncho Billy and the Squatter's Daughter
- 1913 : Broncho Billy and the Step-Sisters
- 1913 : Broncho Billy's Sister
- 1913 : The Sheriff's Honeymoon
- 1913 : Broncho Billy's Gratefulness
- 1913 : Broncho Billy's Way
- 1913 : Alkali Ike's Homecoming
- 1913 : Alkali Ike's Mother-in-Law
- 1913 : Alkali Ike's Misfortunes
- 1913 : Alkali Ike and the Hypnotist (it)
- 1913 : Broncho Billy's Oath
- 1913 : Alkali Ike and the Wildman (it)
- 1913 : Broncho Billy's Secret
- 1913 : Broncho Billy's First Arrest
- 1913 : Broncho Billy's Squareness
- 1913 : The Three Gamblers
- 1913 : Sophie's New Foreman
- 1913 : Broncho Billy's Christmas Deed
- 1913 : A Snakeville Courtship (it)
- 1914 : The Redemption of Broncho Billy
- 1914 : The Awakening at Snakeville
- 1914 : Snakeville's New Doctor
- 1914 : Broncho Billy Guardian
- 1914 : Broncho Billy and the Bad Man
- 1914 : Broncho Billy and the Settler's Daughter (it)
- 1914 : Broncho Billy and the Red Man (it)
- 1914 : The Calling of Jim Barton (it)
- 1914 : The Interference of Broncho Billy (it)
- 1914 : Broncho Billy's True Love (it)
- 1914 : The Treachery of Broncho Billy's Pal (it)
- 1914 : Broncho Billy and the Rattler (it)
- 1914 : Broncho Billy's Close Call (it)
- 1914 : Broncho Billy's Sermon (it)
- 1914 : Broncho Billy's Leap (it)
- 1914 : Red Riding Hood of the Hills (it)
- 1914 : Broncho Billy's Cunning (it)
- 1914 : Broncho Billy's Duty (it)
- 1914 : Broncho Billy and the Mine Shark (it)
- 1914 : Broncho Billy, Outlaw (it)
- 1914 : Broncho Billy's Jealousy (it)
- 1914 : Broncho Billy's Punishment (it)
- 1914 : Broncho Billy and the Sheriff (it)
- 1914 : Broncho Billy and the Greaser
- 1915 : Broncho Billy and the Escaped Bandit (it)
- 1915 : Broncho Billy and the Claim Jumpers (it)
- 1915 : Broncho Billy and the Sisters (it)
- 1915 : When Love and Honor Called (it)
- 1915 : Broncho Billy and the Baby (it)
- 1915 : Broncho Billy and the False Note (it)
- 1915 : Broncho Billy's Greaser Deputy (it)
- 1915 : Broncho Billy's Sentence (it)
- 1915 : Broncho Billy and the Vigilante (it)
- 1915 : Broncho Billy's Brother (it)
- 1915 : Broncho Billy's Vengeance (it)
- 1915 : Broncho Billy's Teachings (it)
- 1915 : The Tie That Binds (it)
- 1915 : His Regeneration
- 1915 : Broncho Billy's Word of Honor (it)
- 1915 : The Wealth of the Poor (it)
- 1915 : Broncho Billy and the Land Grabber (it)
- 1915 : Broncho Billy Well Repaid (it)
- 1915 : Broncho Billy and the Posse (it)
- 1915 : Broncho Billy's Protégé (it)
- 1915 : Broncho Billy's Surrender (it)
- 1915 : Broncho Billy Steps In (it)
- 1915 : Broncho Billy's Marriage (it)
- 1915 : Broncho Billy Begins Life Anew (it)
- 1915 : Broncho Billy and the Lumber King (it)
- 1915 : Broncho Billy, Sheepman (it)
- 1915 : Broncho Billy's Parents (it)
- 1915 : Broncho Billy Evens Matters (it)
- 1915 : Broncho Billy's Cowardly Brother (it)
- 1916 : Humanity
- 1918 : Shootin' Mad
- 1919 : Red Blood and Yellow

### Comme producteur

#### Années 1900
- 1907 : An Awful Skate, or The Hobo on Rollers
- 1908 : Raffles, an American Cracksman
- 1908 : The Life of an American Cowboy
- 1909 : Shanghaied
- 1909 : The Road Agents
- 1909 : A Tale of the West
- 1909 : The Indian Trailer
- 1909 : Ten Nights in a Barroom
- 1909 : A Maid of the Mountains
- 1909 : The Best Man Wins (it)
- 1909 : Broncho Billy's Judgment
- 1909 : His Reformation
- 1909 : The Ranchman's Rival
- 1909 : The Spanish Girl
- 1909 : The Heart of a Cowboy

#### Années 1910
- 1910 : A Western Maid (it)
- 1910 : Trail to the West
- 1910 : The Mistaken Bandit
- 1910 : The Outlaw's Sacrifice
- 1910 : Western Chivalry
- 1910 : The Cowboy and the Squaw
- 1910 : The Mexican's Faith
- 1910 : The Ranch Girl's Legacy
- 1910 : The Fence on 'Bar Z' Ranch
- 1910 : The Girl and the Fugitive
- 1910 : The Flower of the Ranch
- 1910 : The Ranger's Bride
- 1910 : The Cowboy's Sweetheart
- 1910 : A Vein of Gold (it)
- 1910 : The Sheriff's Sacrifice
- 1910 : The Cowpuncher's Ward
- 1910 : Away Out West
- 1910 : The Ranchman's Feud
- 1910 : The Bandit's Wife
- 1910 : The Forest Ranger
- 1910 : The Bad Man's Last Deed
- 1910 : The Unknown Claim
- 1910 : Trailed to the Hills
- 1910 : The Desperado
- 1910 : Broncho Billy's Redemption
- 1910 : Under Western Skies (it)
- 1910 : The Girl on Triple X
- 1910 : The Dumb Half Breed's Defense
- 1910 : Take Me Out to the Ball Game
- 1910 : The Millionaire and the Ranch Girl
- 1910 : An Indian Girl's Love
- 1910 : The Pony Express Rider
- 1910 : The Tout's Remembrance
- 1910 : Patricia of the Plains
- 1910 : The Bearded Bandit
- 1910 : A Cowboy's Mother-in-Law (it)
- 1910 : Pals of the Range
- 1910 : The Silent Message
- 1910 : A Westerner's Way (it)
- 1910 : The Marked Trail
- 1910 : The Little Prospector
- 1910 : A Western Woman's Way (it)
- 1910 : Circle C Ranch Wedding Present
- 1910 : A Cowboy's Vindication (it)
- 1910 : The Tenderfoot Messenger
- 1910 : The Bad Man's Christmas Gift
- 1910 : A Gambler of the West (it)
- 1911 : Last Round-Up
- 1911 : The Count and the Cowboys
- 1911 : The Girl of the West
- 1911 : The Border Ranger
- 1911 : The Two Reformations
- 1911 : Carmenita the Faithful
- 1911 : The Bad Man's Downfall
- 1911 : The Cattleman's Daughter
- 1911 : The Outlaw and the Child
- 1911 : On the Desert's Edge
- 1911 : The Romance on 'Bar O'
- 1911 : The Faithful Indian
- 1911 : A Thwarted Vengeance (it)
- 1911 : Across the Plains
- 1911 : The Sheriff's Chum
- 1911 : The Bad Man's First Prayer
- 1911 : The Indian Maiden's Lesson
- 1911 : What a Woman Can Do
- 1911 : The Bunco Game at Lizardhead
- 1911 : The Puncher's New Love
- 1911 : Alkali Ike's Auto
- 1911 : The Lucky Card
- 1911 : The Infant at Snakeville
- 1911 : Forgiven in Death
- 1911 : The Tribe's Penalty
- 1911 : The Hidden Mine
- 1911 : The Sheriff's Brother
- 1911 : At the Break of Dawn
- 1911 : The Corporation and the Ranch Girl
- 1911 : Mustang Pete's Love Affair
- 1911 : The Backwoodsman's Suspicion
- 1911 : The Outlaw Samaritan
- 1911 : The Two Fugitives
- 1911 : The Two-Gun Man
- 1911 : The Ranchman's Son
- 1911 : A Pal's Oath (it)
- 1911 : Spike Shannon's Last Fight
- 1911 : A Western Girl's Sacrifice (it)
- 1911 : The Puncher's Law
- 1911 : The Millionaire and the Squatter
- 1911 : An Indian's Sacrifice
- 1911 : The Power of Good
- 1911 : The Strike at the Little Jonny Mine
- 1911 : The Sheriff's Decision
- 1911 : The Stage Driver's Daughter
- 1911 : A Western Redemption (it)
- 1911 : The Forester's Plea
- 1911 : The Outlaw Deputy
- 1911 : The Girl Back East
- 1911 : A Cattle Rustler's Father (it)
- 1911 : The Desert Claim
- 1911 : The Mountain Law
- 1911 : A Frontier Doctor (it)
- 1911 : The Cowboy Coward
- 1911 : Broncho Billy's Christmas Dinner
- 1911 : Broncho Billy's Adventure
- 1912 : Widow Jenkins' Admirers
- 1912 : Alkali Ike's Love Affair
- 1912 : A Western Kimona (it)
- 1912 : A Ranch Widower's Daughters (it)
- 1912 : The Deputy's Love Affair
- 1912 : Alkali Ike Bests Broncho Billy (it)
- 1912 : Alkali Ike's Boarding House
- 1912 : Broncho Billy and the Bandits
- 1912 : Broncho Billy's Bible
- 1912 : The Smuggler's Daughter
- 1912 : Alkali Ike Plays the Devil (it)
- 1912 : Broncho Billy Outwitted
- 1912 : Alkali Ike's Pants
- 1912 : Love on Tough Luck Ranch
- 1912 : Alkali Ike Stung! (it)
- 1912 : The Shotgun Ranchman
- 1912 : The Tomboy on Bar Z
- 1912 : The Ranch Girl's Trial
- 1912 : The Mother of the Ranch
- 1912 : An Indian's Friendship
- 1912 : Cutting California Redwoods
- 1912 : Alkali Ike's Close Shave
- 1912 : The Dance at Silver Gulch
- 1912 : Broncho Billy's Heart
- 1912 : The Boss of the Katy Mine
- 1912 : Broncho Billy's Mexican Wife
- 1912 : Western Girls
- 1912 : Broncho Billy's Love Affair
- 1912 : The Prospector
- 1912 : Alkali Ike's Motorcycle
- 1912 : The Sheriff's Luck
- 1912 : Broncho Billy's Promise
- 1912 : The Sheriff's Inheritance
- 1912 : The Reward for Broncho Billy
- 1913 : Broncho Billy and the Maid
- 1913 : Alkali Ike in Jayville (it)
- 1913 : Broncho Billy and the Outlaw's Mother
- 1913 : The Sheriff's Child
- 1913 : Broncho Billy's Gun Play
- 1913 : The Sheriff's Story
- 1913 : The Making of Broncho Billy
- 1913 : Broncho Billy's Last Deed
- 1913 : Broncho Billy's Ward
- 1913 : Broncho Billy and the Squatter's Daughter
- 1913 : Broncho Billy and the Step-Sisters
- 1913 : Broncho Billy's Sister
- 1913 : The Sheriff's Honeymoon
- 1913 : Broncho Billy's Gratefulness
- 1913 : Broncho Billy's Way
- 1913 : Alkali Ike's Homecoming
- 1913 : Alkali Ike's Mother-in-Law
- 1913 : Alkali Ike's Misfortunes
- 1913 : Alkali Ike and the Hypnotist (it)
- 1913 : Broncho Billy's Oath
- 1913 : Alkali Ike and the Wildman (it)
- 1913 : Broncho Billy's Secret
- 1913 : Broncho Billy's First Arrest
- 1913 : Broncho Billy's Squareness
- 1913 : The Three Gamblers
- 1913 : Sophie's New Foreman
- 1913 : Broncho Billy's Christmas Deed
- 1913 : A Snakeville Courtship (it)
- 1914 : The Redemption of Broncho Billy
- 1914 : The Awakening at Snakeville
- 1914 : Snakeville's New Doctor
- 1914 : Broncho Billy Guardian
- 1914 : Broncho Billy and the Bad Man
- 1914 : Broncho Billy and the Settler's Daughter
- 1914 : Broncho Billy and the Red Man
- 1914 : The Calling of Jim Barton
- 1914 : A Change in Baggage Checks (it)
- 1914 : The Interference of Broncho Billy
- 1914 : Broncho Billy's True Love
- 1914 : The Treachery of Broncho Billy's Pal
- 1914 : Broncho Billy and the Rattler
- 1914 : Broncho Billy's Close Call
- 1914 : Broncho Billy's Sermon
- 1914 : Broncho Billy's Leap
- 1914 : Red Riding Hood of the Hills
- 1914 : Broncho Billy's Cunning
- 1914 : Broncho Billy's Duty
- 1914 : Broncho Billy and the Mine Shark
- 1914 : Broncho Billy, Outlaw
- 1914 : Broncho Billy's Jealousy
- 1914 : Broncho Billy's Punishment
- 1914 : Broncho Billy and the Sheriff
- 1914 : Broncho Billy and the Greaser
- 1915 : Broncho Billy and the Escaped Bandit
- 1915 : Broncho Billy and the Claim Jumpers
- 1915 : Broncho Billy and the Sisters
- 1915 : When Love and Honor Called
- 1915 : Broncho Billy and the Baby
- 1915 : Broncho Billy and the False Note
- 1915 : Broncho Billy's Greaser Deputy
- 1915 : Broncho Billy's Sentence
- 1915 : Broncho Billy and the Vigilante
- 1915 : Broncho Billy's Brother
- 1915 : Broncho Billy's Vengeance
- 1915 : Broncho Billy's Teachings
- 1915 : His Regeneration
- 1915 : Broncho Billy's Word of Honor
- 1915 : Broncho Billy and the Land Grabber
- 1915 : Broncho Billy Well Repaid
- 1915 : Broncho Billy and the Posse
- 1915 : Broncho Billy's Protégé
- 1915 : Broncho Billy's Surrender
- 1915 : Broncho Billy Steps In
- 1915 : Broncho Billy's Marriage
- 1915 : Broncho Billy Begins Life Anew
- 1915 : Broncho Billy and the Lumber King
- 1915 : Broncho Billy, Sheepman
- 1915 : Broncho Billy's Parents
- 1915 : Broncho Billy Evens Matters
- 1915 : Broncho Billy's Cowardly Brother
- 1915 : The Indian's Narrow Escape
- 1916 : Humanity (it)
- 1918 : Shootin' Mad
- 1919 : The Son-of-a-Gun (en)
- 1919 : Red Blood and Yellow

#### Années 1920
- 1921 : Le Veinard (The Lucky Dog)
- 1922 : The Egg
- 1922 : The Weak-End Party
- 1922 : Mud and Sand
- 1922 : The Pest
- 1923 : When Knights Were Cold
- 1923 : The Handy Man de Robert P. Kerr
- 1923 : Le Héros de l'Alaska (The Soilers)

## Galerie

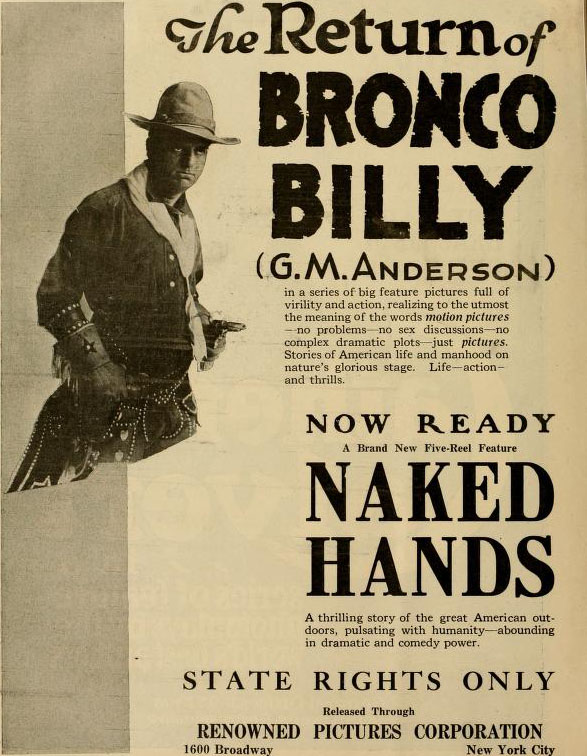
Naked Hands, 1918
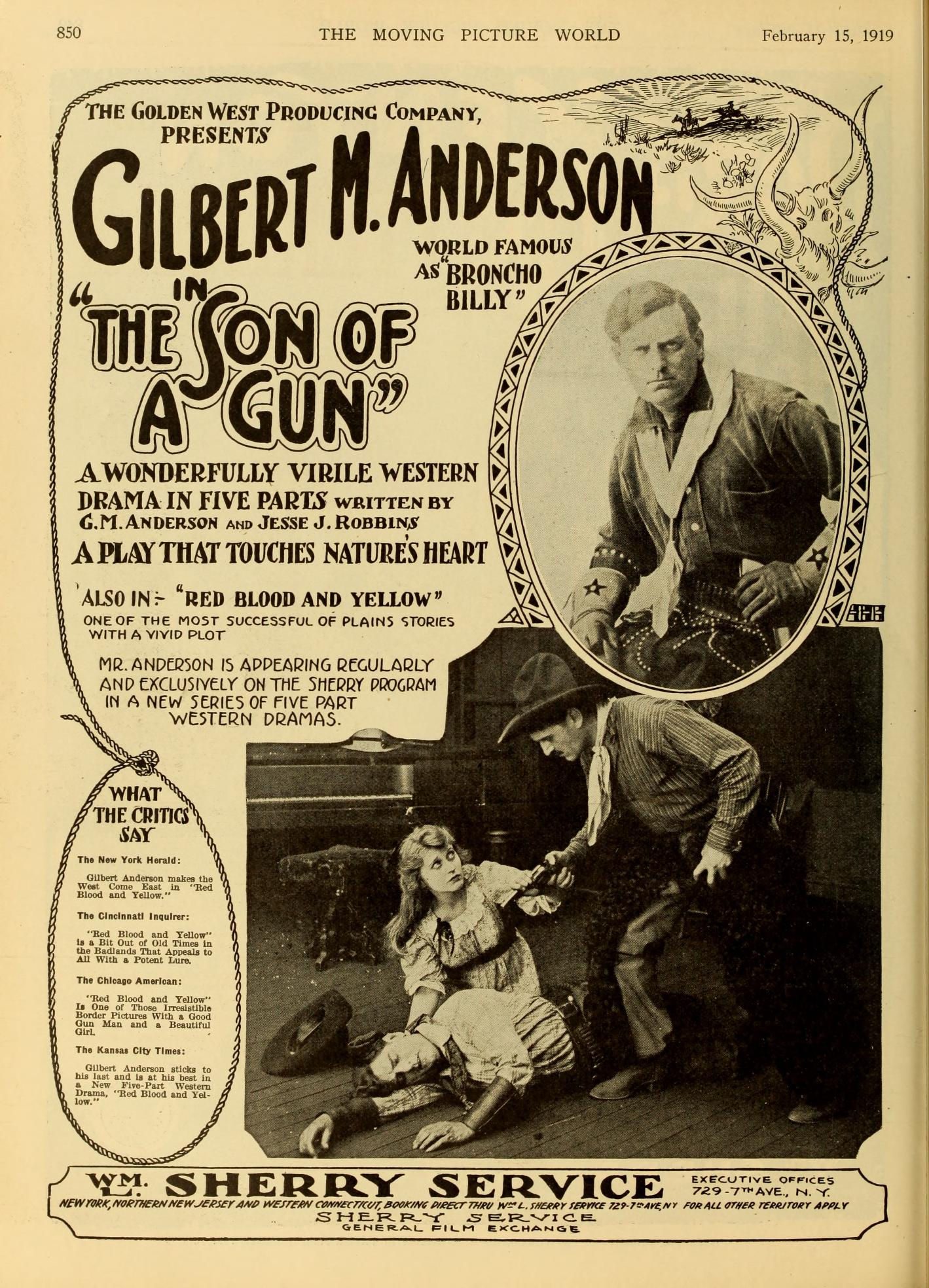
The Son of a Gun, 1919